# Алдански рејон
Алдански рејон или Алдански улус (рус. Алданский район) је један од 34 рејона Републике Јакутије у Руској Федерацији. Налази се на југу Јакутије, на Алданском штиту и заузима површину од 156.800 км². Административни центар рејона је насеље Алдан. Рејон је богат ријекама, од којих је најважнија ријека Алдан. Све ријеке имају брз ток и обилују буковима и брзацима. Долине ових ријека су врло слабо насељене.
Укупан број становника рејона је 45.650 људи (2010). Већину становништва чине Руси, те мањи број Украјинци, Јакути, Евенки и Татари.